# Éragny-sur-Epte
Éragny-sur-Epte – miejscowość i gmina we Francji, w regionie Hauts-de-France, w departamencie Oise.
Według danych na rok 1990 gminę zamieszkiwały 542 osoby, a gęstość zaludnienia wynosiła 64 osoby/km² (wśród 2293 gmin Pikardii Éragny-sur-Epte plasuje się na 505. miejscu pod względem liczby ludności, natomiast pod względem powierzchni na miejscu 568.).